# Prosoparia turpis
Prosoparia turpis är en fjärilsart som beskrevs av William Schaus 1913. Prosoparia turpis ingår i släktet Prosoparia och familjen nattflyn. Inga underarter finns listade i Catalogue of Life.